# Tektonické zrcadlo

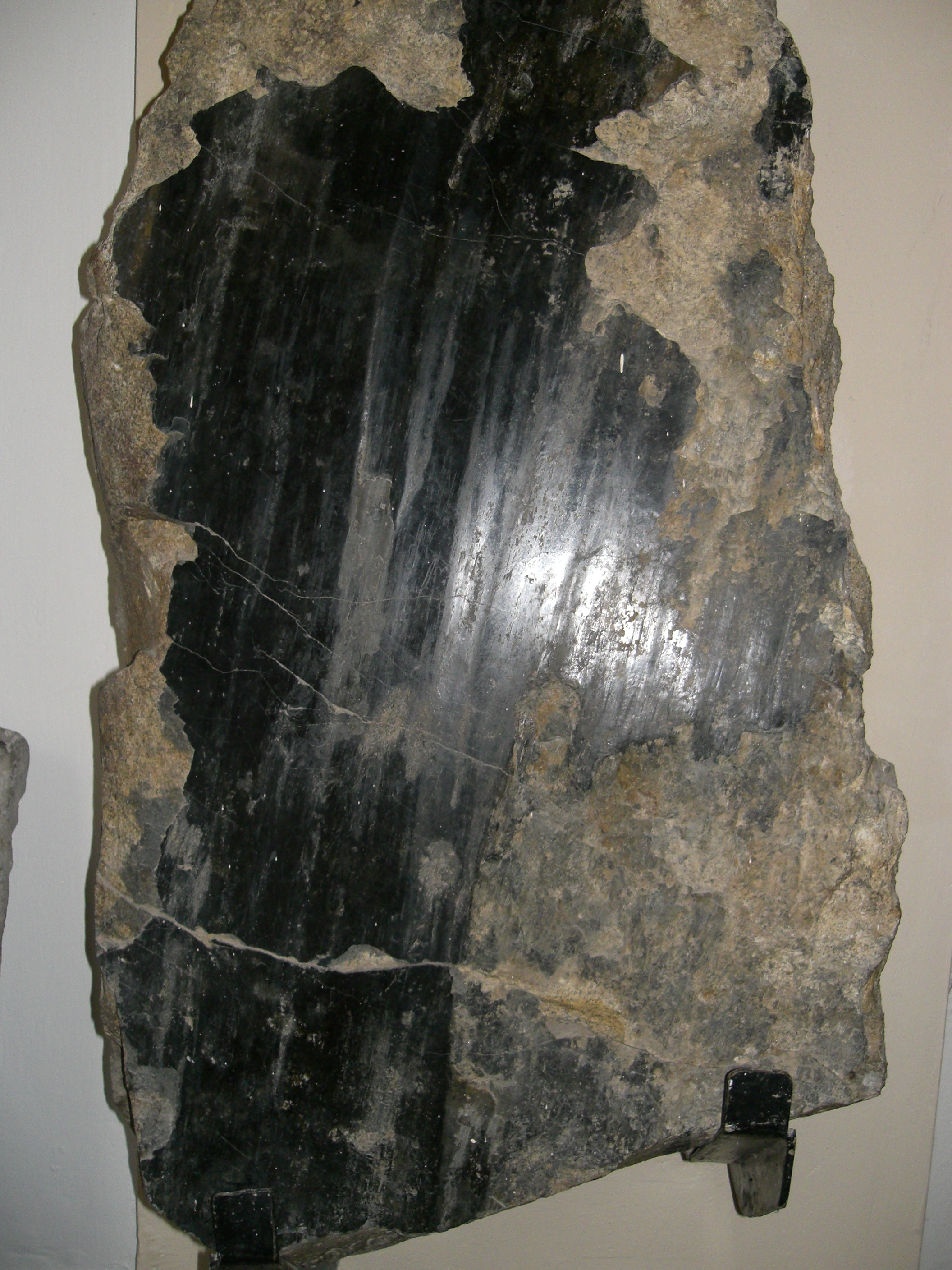
Tektonické zrcadlo

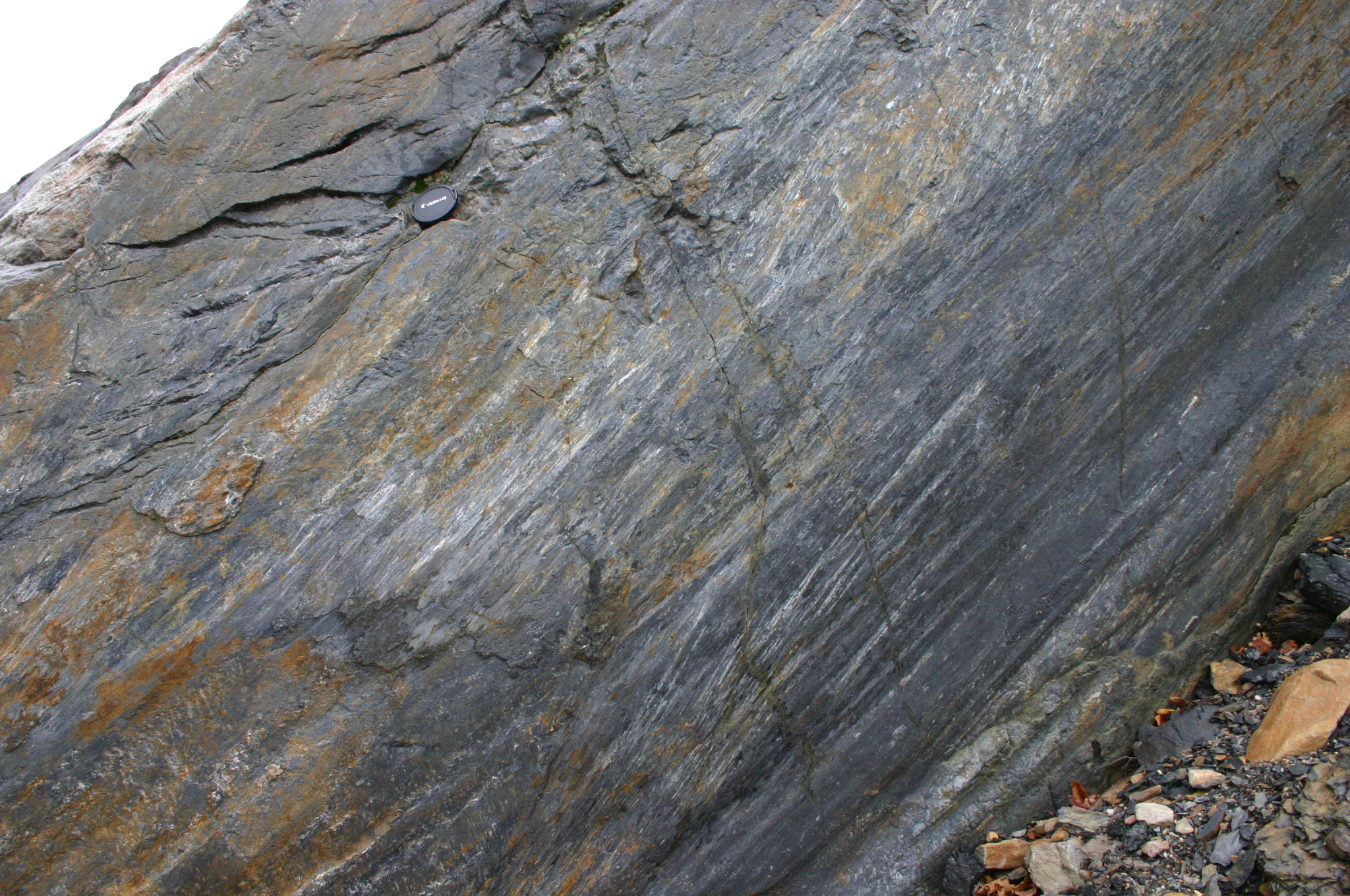
Tektonické zrcadlo, krytka objektivu pro porovnání

Tektonické zrcadlo (anglicky slickenside) je geologický termín, který označuje zvláštní druh dobře vyvinutých ohlazových ploch vznikajících na tektonickém rozhraní litosférických ker či zlomových spár vlivem vzájemného pohybu a tření. Vlivem tření pak při vhodných vlastnostech horniny a dostatečné rychlosti deformace dochází k vyhlazení jedné strany pohybové oblasti až do sklovité struktury, jež se pak zdánlivě jeví jako sklo umístěné na kamenném podloží, odkud pramení i geologický název tektonické zrcadlo.
Nalezené tektonické zrcadlo nejčastěji představuje už jen spodní podložný blok, nemusí to však být pravidlem.

## Mechanismus vzniku

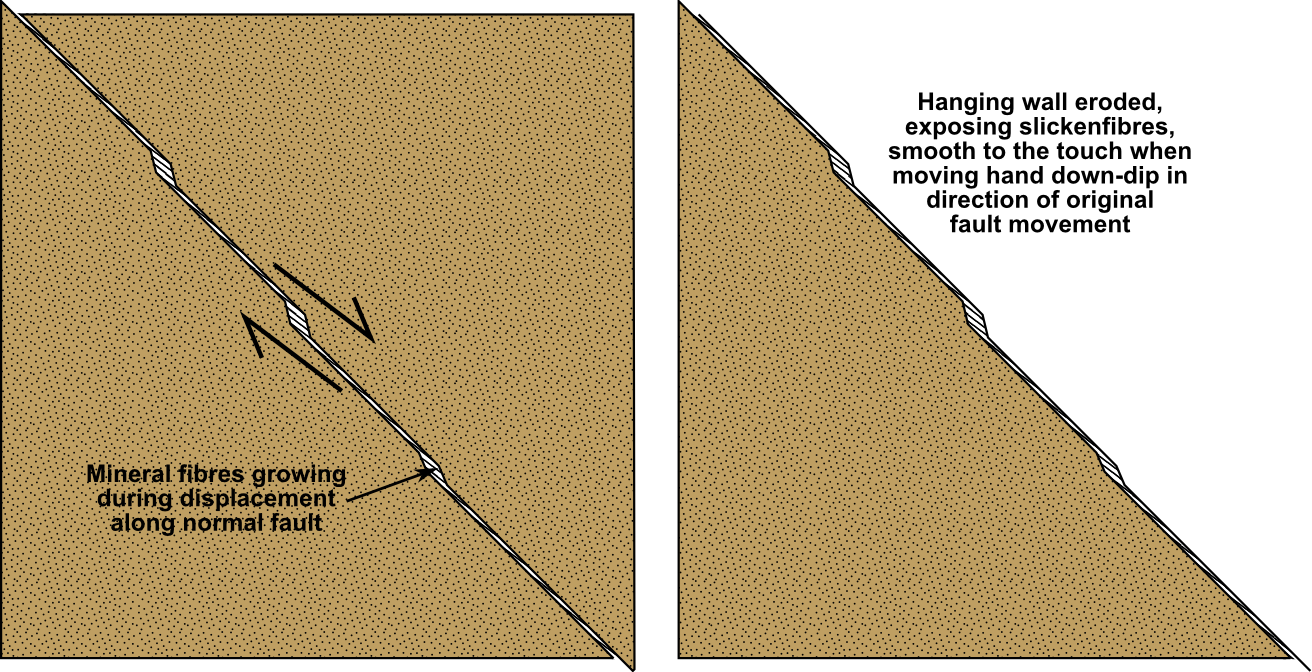
Princip vzniku a zániku prostoru mezi pohybujícími se bloky na zlomu

V nejjednodušším případě na zlomu působí mechanické napětí ve směru plochy zlomu oddělující dva bloky hornin. Toto napětí se však skládá ze dvou složek: normálové (σn), která tlačí bloky kolmo k sobě a střižné (τ), jejímž projevem je smýkání či posun bloků podél sebe. Napětí musí překonat klidové tření horniny, které se překonává skokem, obvykle křehce. Vzniká mezera a podél ní dochází k pohybu zlomu. Mezera se však časem začíná vyplňovat horninovým materiálem, který může být nadále deformován skluzem na zlomu (např. tektonický jíl, nově vzniklé pyramidy kalcitu atd). V tomto materiálu se zachovávají různé struktury, především striace, které reprezentují směr pohybu zlomu. Taková tektonická zrcadla se nazývají „rýhovaná“. V případě, že pohyb úplně vyhladil povrch zrcadla, se tato nazývají „vyleštěná“.
Orientace tektonických zrcadel vzhledem k směru pohybu může být různá. Rozlišují se proto dva základní typy: paralelní s pohybem a příčné k pohybu.

## Struktury tektonických zrcadel

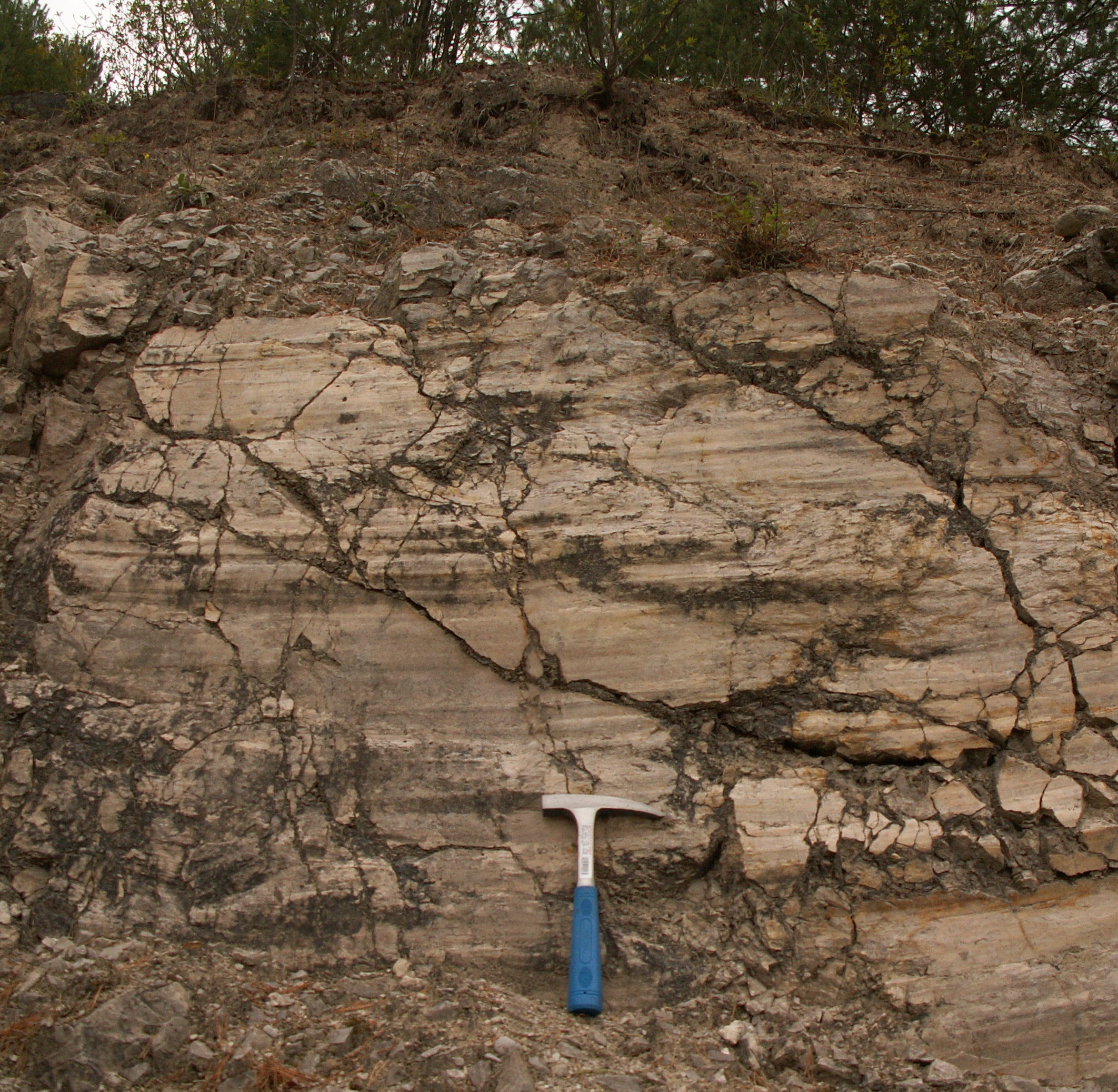
Zleva doprava směřující striace viditelné v dolomitech chočského příkrovu. Pískovna u Hradiště pod Vrátnom, Malé Karpaty

Pohyby zanechávají na křehkých zlomech struktury různorodého tvaru a velikosti, běžně pozorovatelné lidským okem. Mikroskopické struktury je možné najít v křehce-duktilných střižných zónách. Struktury vznikající na tektonických zrcadlech je možno rozdělit na základě různých vlastností, jako například na destrukční (které porušují povrch zrcadla) a akumulační (ty jsou výsledkem nahromadění hmoty na povrchu zrcadla).
Mezi destruktivní indikátory na zrcadlech, které jsou paralelní s pohybem zlomu patří: rýhy (striace), žlábky, žebra, svraštění, proudy a slikolity. Na první pohled jsou na ploše zrcadla viditelné především rýhy nebo zlomové lineace, způsobené třením bloků, podle nichž je možné indikovat paleonapětí a směr (ne však smysl) pohybu. Mezi kreativní struktury u tohoto typu zrcadel patří vláknité minerální agregáty.
U zrcadel příčných k pohybu zrcadla jsou typickými destrukčními prvky hlavně frakturní stupně (směrné i protisměrné), srpovitě zpeřené struktury, tenzní trhliny, stopy mechanického vtlačování a tlakového rozpouštění (stilolity). Kreativními strukturami u tohoto typu poruch jsou hlavně akreční stupně; nahromadění tektonického jílu a brekci; imbrikace jílu ve spárách zlomu a elevace. V karbonátových horninách jako jsou vápence je častá a dobře viditelná přítomnost nově vzniknutých minerálních schodů (akrečních stupňů), obvykle kalcitových. Kalcit rostl v otevřeném prostoru nerovné zlomové plochy ve směru pohybu a podle něj je možné okem určit směr pohybu bloků na daném odkryvu.
Z pohledu vysvětlení pohybu na zlomech mají nezastupitelnou roli pohybové stopy nazývané též kinematické indikátory. Jde o většinou asymetrické struktury, jejichž orientace naznačuje pohyb na zlomu. Známo je více než 60 kinematických indikátorů. Jsou to hlavně: poruchy tvaru „V“ nebo „C“; stupně, fraktury; řady ukloněných planárních struktur; stopy vtlačování; asymetrické vypukliny, deformované prvky; přednostní mineralogické a krystalografické orientace; v řezu pozorovatelné asymetrické jevy; asymetrické dutiny a asymetrické vrásy.

## Analýza struktur tektonických zrcadel
Hlavním cílem analýzy struktur tektonických zrcadel je určení smyslu pohybu zlomu. K tomu slouží drobné, hlavně asymetrické struktury, které však nemusí být na zlomu vždy zachovány. Jejich pomocí je možno zjistit směr a smysl pohybu bloků, v příznivých případech i velikost posunu. Směr pohybu je vždy určen orientací striací. Smysl pohybu se nejlépe určuje podle asymetrických struktur.